# Ruanda
Ruanda, uradno Republika Ruanda, je celinska država Velikem tektonskem jarku v Vzhodni Afriki, kjer se območje Afriških Velikih jezer zliva v jugovzhodno Afriko. Ruanda, ki leži nekaj stopinj južno od ekvatorja, meji na Ugando, Tanzanijo, Burundi in Demokratično republiko Kongo. Je visoko dvignjena, zaradi česar jo imenujejo dežela tisočerih gričev (francosko pays des mille collines), z njeno geografijo, kjer prevladujejo gore na zahodu in savana na jugovzhodu, s številnimi jezeri po vsej državi. Podnebje je zmerno do subtropsko, vsako leto z dvema deževnima in dvema sušnima sezonama. Je najgosteje poseljena celinska afriška država; med državami, večjimi od 10.000 km², je peta najgosteje poseljena država na svetu. Njeno glavno in največje mesto je Kigali.
Ruando upravlja RPF kot dejansko enostrankarsko državo od leta 1994 z nekdanjim poveljnikom Paulom Kagamejem kot predsednikom od leta 2000. Državo že od predkolonialnih časov vodi vrsta centraliziranih avtoritarnih vlad. Čeprav ima Ruanda nizko stopnjo korupcije v primerjavi s sosednjimi državami, se uvršča med najnižje v mednarodnih meritvah preglednosti vlade, državljanskih svoboščin in kakovosti življenja. Prebivalstvo je mlado in pretežno podeželsko; Ruanda ima eno najmlajših prebivalcev na svetu. Ruandci izhajajo iz samo ene kulturne in jezikovne skupine, Banyarwanda. Vendar znotraj te skupine obstajajo tri podskupine: Hutujci, Tutsiji in Batwa. Batwa so v gozdu živeče pigmejsko ljudstvo in se pogosto šteje za potomce najzgodnejših prebivalcev Ruande. Krščanstvo je največja religija v državi; glavni in nacionalni jezik je kinyarwanda, ki ga govorijo domači Ruandci, angleščina, francoščina in svahili pa služijo kot dodatni uradni tuji jeziki.
Gospodarstvo Ruande temelji predvsem na samooskrbnem kmetijstvu. Kava in čaj sta glavni tržni poljščini, ki ju izvaža. Turizem je hitro rastoči sektor in je zdaj največji vir deviznih prihodkov v državi. Glede na zadnjo raziskavo v letih 2019/20 je večdimenzionalna revščina prizadela 48,8 % prebivalstva, dodatnih 22,7 % pa je ranljivih zanjo. 
Država je članica Afriške unije, Združenih narodov, Skupnosti narodov (ena redkih držav članic, ki nima nobenih zgodovinskih povezav z Britanskim imperijem), COMESA, OIF in Vzhodnoafriške skupnosti.

## Zgodovina
Sodobna človeška poselitev današnje Ruande izvira iz, najkasneje, zadnjega ledeniškega obdobja, bodisi v neolitskem obdobju okoli 8000 pr. n. št., bodisi v dolgem vlažnem obdobju, ki je sledilo, do okoli 3000 pr. n. št. Arheološka izkopavanja so razkrila dokaze o redki poselitvi lovcev in nabiralcev v pozni kameni dobi, ki jim je sledila večja populacija naseljencev iz zgodnje železne dobe, ki so izdelovali lončenino z jamicami in železna orodja. Ti zgodnji prebivalci so bili predniki Batwa, domorodnih pigmejskih lovcev in nabiralcev, ki še danes živijo v Ruandi. Nato so se do leta 3000 pr. n. št. kmetje in pastirji iz osrednjega Sudana in Kuliaka začeli naseljevati v Ruandi, čemur so leta 2000 pr. n. št. sledili južnokušitsko govoreči pastirji. Batwa, ki živijo v gozdu, so izgubili velik del svojega habitata in se preselili na gorska pobočja. Med letoma 800 pr. n. št. in 1500 n. št. so se številne skupine Bantujcev preselile v Ruando in krčile gozdna zemljišča za kmetijstvo. Zgodovinarji imajo več teorij o naravi selitev Bantujcev; ena od teorij je, da so bili prvi naseljenci Hutujci, medtem ko so se Tutsiji preselili kasneje in tvorili posebno rasno skupino, verjetno nilohamitskega izvora. Druga teorija pravi, da je bila migracija počasna in stalna, pri čemer so se prihajajoče skupine integrirale v obstoječo družbo, namesto da bi jo osvajale. V skladu s to teorijo se je razlika med Hutujci in Tutsiji pojavila pozneje in je bila bolj razredna kot rasna.
Najzgodnejša oblika družbene organizacije na tem območju je bil klan (ubwoko). Klani niso bili omejeni na genealoške linije ali geografsko območje in večina je vključevala Hutujce, Tutsije in Batwa. Od 15. stoletja so se klani začeli združevati v kraljestva. Eno kraljestvo, pod kraljem Gihango, je uspelo vključiti več bližnjih sosednjih ozemelj in ustanoviti Kraljevino Ruando. Do leta 1700 je v današnji Ruandi obstajalo okoli osem kraljestev. Eno od teh, Kraljevina Ruanda, ki ji je vladal klan Tutsi Nyiginya, je od sredine 18. stoletja postajala vse bolj prevladujoča. Kraljestvo je svoj največji obseg doseglo v 19. stoletju pod vladavino kralja Kigelija Rwabugirija. Rwabugiri je osvojil več manjših držav, razširil kraljestvo proti zahodu in severu in sprožil upravne reforme; te so vključevale ubuhake, v katerem so pokrovitelji Tutsijev odstopili živino in s tem privilegiran status strankam Hutujcev ali Tutsijev v zameno za ekonomske in osebne storitve, in uburetwa, sistem neplačanega prisilnega dela, v katerem so bili Hutujci prisiljeni delati za poglavarje Tutsijev. Rwabugirijeve spremembe so povzročile razkol med populacijama Hutujcev in Tutsijev. Batwam je bilo bolje kot v dneh pred kraljestvom, nekateri so postali plesalci na kraljevem dvoru, vendar je njihovo število še naprej upadalo.
Kolonialisti pridejo na to ozemlje v drugi polovici 19. stoletja. Po sporazumu na Berlinski konferenci leta 1885 Ruanda skupaj s sosednjim Burundijem preide leta 1890 pod upravo Nemške Vzhodne Afrike, ki obvladuje območje preko ruandskega kralja. Leta 1894 je raziskovalec Gustav Adolf von Götzen kot prvi Evropejec prečkal celotno ozemlje Ruande; je prečkal z jugovzhoda do jezera Kivu in srečal kralja. Nemci niso bistveno spremenili družbene strukture države, vendar so vplivali s podporo kralju in obstoječi hierarhiji ter prenosom moči na lokalne poglavarje.
Belgijske sile so vdrle v Ruando in Burundi leta 1916 med prvo svetovno vojno, kasneje, leta 1922, pa so začele vladati tako Ruandi kot Burundiju kot mandat Društva narodov, imenovan Ruanda-Urundi in začelo se je obdobje bolj neposredne kolonialne vladavine. Belgijci so poenostavili in centralizirali strukturo oblasti, uvedli obsežne projekte v izobraževanju, zdravstvu, javnih delih in kmetijskem nadzoru, vključno z novimi pridelki in izboljšanimi kmetijskimi tehnikami, da bi zmanjšali pojav lakote. Tako Nemci kot Belgijci so po novem imperializmu spodbujali prevlado Tutsijev, saj so imeli Hutujce in Tutsije za različni rasi. Leta 1935 je Belgija uvedla sistem osebnih izkaznic, ki je vsakega posameznika označil kot Tutsija, Hutujca, Batwa ali naturaliziranega. Medtem ko je bilo prej mogoče, da so posebej bogati Hutujci postali častni Tutsiji, so osebne izkaznice preprečile kakršno koli nadaljnje gibanje med razredi.
Belgija je po drugi svetovni vojni še naprej vladala Ruandi-Urundi (katerega severni del je bila Ruanda) kot skrbniško ozemlje ZN, z mandatom za nadzor morebitne neodvisnosti. Napetosti so se stopnjevale med Tutsiji, ki so bili naklonjeni zgodnji neodvisnosti in gibanjem za emancipacijo Hutujcev, kar je doseglo vrhunec v ruandski revoluciji leta 1959: hutujski aktivisti so začeli pobijati Tutsije in uničevati njihove hiše, zaradi česar je več kot 100.000 ljudi moralo iskati zatočišče v sosednjih državah. Leta 1961 so Belgijci, ki so bili nenadoma prohutujski, izvedli referendum, na katerem je država glasovala za odpravo monarhije. Ruanda je bila ločena od Burundija in je postala neodvisna 1. julija 1962, ki se praznuje kot dan neodvisnosti, državni praznik. Sledili so cikli nasilja, izgnani Tutsiji so napadali iz sosednjih držav, Hutujci pa so se maščevali z obsežnim pobojem in zatiranjem Tutsijev. Leta 1973 je oblast z vojaškim udarom prevzel Juvénal Habyarimana. Diskriminacija pripadnikov Hutujcev se je nadaljevala, vendar je prišlo do večje gospodarske blaginje in manj nasilja nad Tutsiji. BatTwa so ostali marginalizirani in do leta 1990 jih je vlada skoraj v celoti izgnala iz gozdov; mnogi so postali berači. Prebivalstvo Ruande se je z 1,6 milijona ljudi leta 1934 povečalo na 7,1 milijona leta 1989, kar je povzročilo tekmovanje za zemljo.
Leta 1990 je Ruandska patriotska fronta (RPF), uporniška skupina, sestavljena iz Tutsijev beguncev, vdrla v severno Ruando iz svojega oporišča v Ugandi in sprožila ruandsko državljansko vojno. Skupina je obsodila vlado, v kateri prevladujejo Hutujci, ker se ni uspela demokratizirati in soočiti s težavami, s katerimi se soočajo ti begunci. Nobena stran ni uspela pridobiti odločilne prednosti v vojni, vendar je do leta 1992 oslabila Habyarimanovo avtoriteto; množične demonstracije so ga prisilile v koalicijo z domačo opozicijo in na koncu v podpis sporazuma iz Aruše iz leta 1993 z RPF.

### Genocid v Ruandi
Prekinitev ognja se je končala 6. aprila 1994, ko je bilo Habyarimanovo letalo sestreljeno v bližini letališča Kigali, pri čemer je umrl. Sestrelitev letala je služila kot katalizator za genocid v Ruandi, ki se je začel v nekaj urah. V približno 100 dneh je bilo v dobro načrtovanih napadih na ukaz začasne vlade ubitih med 500.000 in 1.000.000 Tutsijev in politično zmernih Hutujcev. Ubitih je bilo tudi veliko ljudi Batwa, čeprav niso bili neposredno tarča.
Tutsi RPF je znova začel svojo ofenzivo in metodično prevzel nadzor nad državo ter pridobil nadzor nad celotno državo do sredine julija. Mednarodni odziv na genocid je bil omejen, saj velike sile niso želele okrepiti že tako preobremenjenih mirovnih sil ZN. Ko je RPF prevzel oblast, je približno dva milijona Hutujcev pobegnilo v sosednje države, zlasti v Zair, v strahu pred povračilnimi ukrepi; poleg tega je bila vojska pod vodstvom RPF ključna v prvi in drugi kongoški vojni. Znotraj Ruande se je začelo obdobje sprave in pravičnosti z ustanovitvijo Mednarodnega kazenskega sodišča za Ruando (ICTR) in ponovno uvedbo Gacaca, tradicionalnega vaškega sodnega sistema. Od leta 2000 so ruandsko gospodarstvo, število turistov in indeks človekovega razvoja hitro rasli; med letoma 2006 in 2011 se je stopnja revščine zmanjšala s 57 % na 45 %, medtem ko se je pričakovana življenjska doba podaljšala s 46,6  leta 2000] na 65,4 leta leta 2021.
Leta 2009 se je Ruanda pridružila Commonwealthu, čeprav država nikoli ni bila del Britanskega imperija.

## Geografija
S površino 26.338 kvadratnih kilometrov je Ruanda 149. največja država na svetu in četrta najmanjša na afriški celini za Gambijo, Esvatinijem in Džibutijem. Celotna država je na visoki nadmorski višini: najnižja točka je reka Rusizi na 950 metrih nadmorske višine. Ruanda leži v osrednji/vzhodni Afriki in meji na Demokratično republiko Kongo na zahodu, Ugando na severu, Tanzanijo na vzhodu in Burundi na jugu. Leži nekaj stopinj južno od ekvatorja in je celinska. Glavno mesto Kigali je blizu središča Ruande.
Razvodnica med glavnima porečjema rek Kongo in Nil poteka od severa proti jugu skozi Ruando, pri čemer se približno 80 % površine države izliva v Nil in 20 % v Kongo prek reke Rusizi in Tanganjiškega jezera. Najdaljša reka v državi je Nyabarongo, ki izvira na jugozahodu, teče proti severu, vzhodu in jugovzhodu, preden se združi z Ruvubujem in tvori Kagero; Kagera nato teče proti severu vzdolž vzhodne meje s Tanzanijo. Nyabarongo-Kagera se sčasoma izliva v Viktorijino jezero in njen izvir v gozdu Nyungwe je kandidat za še nedoločenega celotnega izvira Nila. Ruanda ima veliko jezer, največje je jezero Kivu. To jezero zavzema dno Albertovega tektonskega jarka vzdolž večjega dela zahodne meje Ruande in je z največjo globino 480 metrov eno od dvajsetih najglobljih jezer na svetu. Druga velika jezera so Burera, Ruhondo, Muhazi, Rweru in Ihema, zadnje je največje v nizu jezer v vzhodnih nižinah narodnega parka Akagera.
V osrednji in zahodni Ruandi prevladujejo gore, državo pa včasih imenujejo Pays des mille collines v francoščini ('Dežela tisočerih gričev'). So del gorovja Albertovega tektonskega jarka, ki obdaja vejo Velikega tektonskega jarka, ki poteka od severa proti jugu vzdolž zahodne meje Ruande. Najvišji vrhovi so v verigi vulkanov Virunga na severozahodu; to vključuje goro Karisimbi, najvišjo točko Ruande, na 4507 metrih. Ta zahodni del države leži znotraj ekoregije gorskih gozdov Albertovega tektonskega jarka. Ima nadmorsko višino od 1500 do 2500 metrov. Središče države je pretežno gričevnato, medtem ko vzhodno mejno območje sestavljajo savane, planote in močvirja.

### Podnebje
Ruanda ima zmerno tropsko podnebje z nižjimi temperaturami, kot so značilne za ekvatorialne države, zaradi svoje visoke nadmorske višine. Kigali, v središču države, ima običajno dnevno temperaturno območje med 15 in 28 °C, z majhnimi spremembami skozi leto. Po državi je nekaj temperaturnih nihanj; gorati zahod in sever sta na splošno hladnejša od nižje ležečega vzhoda. V letu sta dve deževni sezoni; prvi poteka od februarja do junija, drugi pa od septembra do decembra. Ločujeta ju dve sušni sezoni: največja od junija do septembra, med katero pogosto sploh ni dežja, ter krajša in manj huda od decembra do februarja. Padavine se geografsko razlikujejo, pri čemer na zahodu in severozahodu države letno pade več padavin kot na vzhodu in jugovzhod. Globalno segrevanje je povzročilo spremembo vzorca deževnih obdobij. Po poročilu Strategic Foresight Group je sprememba podnebja zmanjšala število deževnih dni v letu, vendar je povzročila tudi povečanje pogostnosti hudournikov. Obe spremembi sta povzročili težave kmetom in zmanjšali njihovo produktivnost. Strategic Foresight je označila Ruando kot državo, ki se hitro segreva, s povišanjem povprečne temperature med 0,7 °C do 0,9 °C v petdesetih letih.

## Živalstvo in rastlinstvo
V prazgodovini je gorski gozd zavzemal eno tretjino ozemlja današnje Ruande. Naravna vegetacija je zdaj večinoma omejena na tri narodne parke, v preostalem delu države pa prevladuje terasasto poljedelstvo. Nyungwe, največji preostali del gozda, vsebuje 200 vrst dreves, pa tudi orhideje in begonije. Vegetacija v narodnem parku vulkanov je večinoma bambus in barje, z majhnimi površinami gozda. Nasprotno ima Akagera savanski ekosistem, v katerem akacija prevladuje nad floro. V Akageri je več redkih ali ogroženih rastlinskih vrst, vključno z Markhamia lutea in Eulophia guineensis.
Največjo raznolikost velikih sesalcev najdemo v treh narodnih parkih, ki so označena za ohranitvena območja. Akagera vsebuje značilne savanske živali, kot so žirafe in sloni, medtem ko je v vulkanih dom približno ene tretjine svetovne populacije gorskih goril. Gozd Nyungwe se ponaša s trinajstimi vrstami primatov, vključno z navadnimi šimpanzi in drevesnimi opicami Ruvenzori colobus; ta se giblje v skupinah do 400 osebkov, kar je največja velikost tropa med primati v Afriki.
Populacija levov v Ruandi je bila uničena po genocidu leta 1994, ko so bili narodni parki spremenjeni v taborišča za razseljene ljudi, preostale živali pa so zastrupili živinorejci. Junija 2015 sta dva južnoafriška parka narodnemu parku Akagera podarila sedem levov in s tem ponovno vzpostavila populacijo levov v Ruandi. Leve so sprva zadrževali v ograjenem območju parka, mesec dni kasneje pa so jim nadeli ovratnice in jih izpustili v naravo.
Osemnajst ogroženih črnih nosorogov je bilo leta 2017 pripeljanih v Ruando iz Južne Afrike. Po pozitivnih rezultatih je bilo leta 2019 v narodni park Akagera iz živalskih vrtov po vsej Evropi dostavljenih še pet črnih nosorogov.
V Ruandi podobno narašča populacija belih nosorogov (Ceratotherium simum). Leta 2021 je Ruanda sprejela 30 belih nosorogov iz Južne Afrike s ciljem, da Akagera postane varno gojišče za skoraj ogrožene vrste.
V Ruandi je 670 vrst ptic, ki se razlikujejo med vzhodom in zahodom. Gozd Nyungwe na zahodu ima 280 zabeleženih vrst, od katerih jih je 26 endemičnih za razpoko Albertov tektonski jarek; endemične vrste so Ruvenzorijev turako (Gallirex johnstoni) in Pternistis nobilis. Nasprotno pa vzhodna Ruanda predstavlja savanske ptice, kot je Laniarius erythrogaster in tiste, povezane z močvirji in jezeri, vključno s štorkljami in žerjavi.
Nedavna entomološka dela v državi so razkrila bogato raznolikost bogomolk (praying mantises), vključno z novo vrsto Dystacta tigrifrutex, imenovano »tigrasta bogomolka«.
Ruanda obsega tri kopenske ekoregije: gorske gozdove Albertovega tektonskega jarka, mozaik gozdov in savan Viktorijinega bazena in gorska barja Ruvenzori-Virunga. Država je imela leta 2019 povprečno oceno indeksa celovitosti gozdne krajine 3,85/10, kar jo je uvrstilo na 139. mesto med 172 državami.

## Upravna razdelitev države
Ruanda je od leta 2006 upravno razdeljena na 5 provinc. Pred letom 2006 je bila razdeljena na več manjših provinc, vendar je vlada to spremenila z namenom decentralizacije države, saj tudi centralizacijo vidijo kot eden izmed vzrokov za ruandski genocid iz leta 1994. Prejšnja struktura dvanajstih provinc, povezanih z največjimi mesti, je bila nadomeščena s petimi provincami, ki temeljijo predvsem na geografiji. To so severna provinca, južna provinca, vzhodna provinca, zahodna provinca in občina Kigali v središču.
Pet provinc deluje kot posrednik med nacionalno vlado in okrožji, ki jih sestavljajo, da zagotovijo izvajanje nacionalnih politik na ravni okrožja. Strateški okvir za decentralizacijo Ruande, ki ga je razvilo Ministrstvo za lokalno samoupravo, provincam dodeljuje odgovornost za »usklajevanje vprašanj upravljanja v provinci ter spremljanje in vrednotenje«. Vsako provinco vodi guverner, ki ga imenuje predsednik in potrdi senat. Okrožja so odgovorna za usklajevanje zagotavljanja javnih storitev in gospodarskega razvoja. Razdeljeni so na sektorje, ki so odgovorni za zagotavljanje javnih storitev v skladu s pooblastili okrožij. Okraji in sektorji imajo neposredno izvoljene svete, vodi pa jih izvršni odbor, ki ga izbere ta svet. Celice in vasi so najmanjše politične enote, ki zagotavljajo povezavo med ljudmi in sektorji. Vsi odrasli prebivalci so člani sveta svoje lokalne celice, iz katerega je izvoljen izvršni odbor. Mesto Kigali je oblast na ravni province, ki usklajuje urbanistično načrtovanje v mestu.

## Demografija
Od leta 2015 je Nacionalni inštitut za statistiko Ruande ocenil prebivalstvo Ruande na 11.262.564, medtem ko je bila projekcija za leto 2022 13.246.394. Popis leta 2012 je zabeležil 10.515.973 prebivalcev. Prebivalstvo je mlado: po popisu leta 2012 je bilo 43,3 % prebivalcev starih 15 let in manj, 53,4 % pa med 16 in 64 let. Po podatkih CIA World Factbook je letna stopnja rodnosti ocenjena na 40,2 rojstev na 1000 prebivalcev leta 2015, stopnja umrljivosti pa na 14,9. Pričakovana življenjska doba je 67,67 let (69,27 let za ženske in 67,11 let za moške), kar je 26. najnižja od 224 držav in ozemelj. Skupno razmerje med spoloma v državi je 95,9 moških na 100 žensk.
S 445 prebivalci na kvadratni kilometer je gostota prebivalstva Ruande med najvišjimi v Afriki. Prebivalstvo je pretežno podeželsko, z nekaj večjimi mesti; stanovanja so enakomerno razporejena po vsej državi. Edino redko poseljeno območje države je savanska dežela v nekdanji provinci Umutara in narodni park Akagera na vzhodu. Kigali je največje mesto s približno milijonom prebivalcev. Njegovo hitro naraščajoče prebivalstvo predstavlja izziv za njegov infrastrukturni razvoj. Po popisu iz leta 2012 je drugo največje mesto Gisenyi, ki leži ob jezeru Kivu in kongovskem mestu Goma in ima 126.000 prebivalcev. Druga večja mesta so Ruhengeri, Butare in Muhanga, vsa z manj kot 100.000 prebivalci.
Ruanda je bila enotna država že od predkolonialnih časov, prebivalstvo pa izvira iz samo ene kulturne in jezikovne skupine, Banyarwanda; to je v nasprotju z večino sodobnih afriških držav, katerih meje so zarisale kolonialne sile in niso ustrezale etničnim mejam ali predkolonialnim kraljestvom. Znotraj ljudstva Banyarwanda obstajajo tri ločene skupine, Hutujci, Tutsiji in Batwa. CIA World Factbook navaja ocene, da so leta 2009 Hutujci predstavljali 84 % prebivalstva, Tutsiji 15 % in Batwa 1 %. Batwa so pigmejsko ljudstvo, ki izvira iz prvih prebivalcev Ruande, vendar se učenjaki ne strinjajo glede izvora in razlik med Hutujci in Tutsiji. V predkolonialni Ruandi so bili Tutsiji vladajoči razred, iz katerega so izhajali kralji in večina poglavarjev, medtem ko so bili Hutuji poljedelci. Sedanja vlada odvrača od razlikovanja med Hutujci/Tutsiji/Batwa in je takšno klasifikacijo odstranila iz osebnih izkaznic.
| Kigali Gisenyi | 1  | Kigali    | Kigali  | 1,132,168 | Butare Gitarama |
| Kigali Gisenyi | 2  | Gisenyi   | Zahodna | 136,830   | Butare Gitarama |
| Kigali Gisenyi | 3  | Butare    | Južna   | 89,600    | Butare Gitarama |
| Kigali Gisenyi | 4  | Gitarama  | Južna   | 87,163    | Butare Gitarama |
| Kigali Gisenyi | 5  | Ruhengeri | Severna | 86,685    | Butare Gitarama |
| Kigali Gisenyi | 6  | Byumba    | Severna | 70,593    | Butare Gitarama |
| Kigali Gisenyi | 7  | Cyangugu  | Zahodna | 63,883    | Butare Gitarama |
| Kigali Gisenyi | 8  | Kibuye    | Zahodna | 48,024    | Butare Gitarama |
| Kigali Gisenyi | 9  | Rwamagana | Vzhodna | 47,203    | Butare Gitarama |
| Kigali Gisenyi | 10 | Nzega     | Južna   | 46,240    | Butare Gitarama |

## Gospodarstvo
Gospodarstvo Ruande je med genocidom leta 1994 močno trpelo, velika je bila izguba življenj, neuspešno vzdrževanje infrastrukture, ropanje in zanemarjanje pomembnih tržnih pridelkov. To je povzročilo velik padec BDP in uničilo sposobnost države, da pritegne zasebne in zunanje naložbe. Gospodarstvo se je od takrat okrepilo, pri čemer je nominalni BDP na prebivalca leta 2022 ocenjen na 909,9 USD v primerjavi s 127 USD leta 1994. Glede na najnovejšo raziskavo v letih 2019/20 je večdimenzionalna revščina še vedno prizadela 48,8 % prebivalstva, dodatnih 22,7 % pa je ranljivih zanjo. Glavni izvozni trgi so Kitajska, Nemčija in Združene države. Gospodarstvo upravlja centralna nacionalna banka Ruande, valuta pa je ruandski frank; decembra 2023 je bil menjalni tečaj 1250 frankov za en ameriški dolar. Ruanda se je vzhodnoafriški skupnosti pridružila leta 2007 in je ratificirala načrt za monetarno unijo med sedmimi državami članicami, kar bi lahko sčasoma vodilo do skupnega vzhodnoafriškega šilinga.
Ruanda je država z malo naravnimi viri, gospodarstvo pa temelji predvsem na samooskrbnem kmetijstvu lokalnih kmetov z uporabo preprostih orodij. Ocenjuje se, da 90 % delovno aktivnega prebivalstva kmetuje, kmetijstvo pa je leta 2014 predstavljalo približno 32,5 % BDP. Tehnike kmetovanja so osnovne, z majhnimi zemljišči in strmimi pobočji. Od sredine 1980-ih se velikost kmetij in proizvodnja hrane zmanjšujeta, deloma zaradi ponovne naselitve razseljenih ljudi. Kljub rodovitnemu ekosistemu Ruande proizvodnja hrane pogosto ne dohaja rasti prebivalstva, zato je potreben uvoz hrane. Vendar se je v zadnjih letih z rastjo kmetijstva stanje izboljšalo.
[[File:Transporting bananas.jpg|thumb|Ruanda je leta 2019 pridelala 2,6 milijona ton banan, kar je njen največji tržni pridelek.[]]
Samooskrbni pridelki, ki se gojijo v državi, so matoks (zelene banane), ki zavzemajo več kot tretjino kmetijskih zemljišč v državi, krompir, fižol, sladki krompir, manioka, pšenica in koruza. Kava in čaj sta glavni tržni poljščini za izvoz, pri čemer visoke nadmorske višine, strma pobočja in vulkanska tla zagotavljajo ugodne pogoje. Poročila so pokazala, da se več kot 400.000 Ruandčanov preživlja z nasadi kave. Zaradi zanašanja na kmetijski izvoz je Ruanda občutljiva na spremembe njihovih cen. Živali, vzrejene v Ruandi, so krave, koze, ovce, prašiči, piščanci in zajci, z geografskimi razlikami v številu vsakega. Proizvodni sistemi so večinoma tradicionalni, čeprav je okoli Kigalija nekaj intenzivnih mlečnih kmetij. Pomanjkanje zemlje in vode, nezadostna in nekakovostna krma ter redne epidemije bolezni z nezadostnimi veterinarskimi storitvami so glavne omejitve, ki omejujejo proizvodnjo. Ribolov poteka na jezerih v državi, vendar so staleži zelo izčrpani, zato se uvažajo žive ribe, da bi se oživila industrija.
Industrijski sektor je majhen in je leta 2014 prispeval 14,8 % BDP. Proizvedeni izdelki so cement, kmetijski proizvodi, pijača, milo, pohištvo, čevlji, plastični izdelki, tekstil in cigarete. Rudarska industrija Ruande pomembno prispeva k temu, saj je v letu 2008 ustvarila 93 milijonov USD. Minerali, ki jih izkopavajo, so kasiterit, volframit, zlato in koltan, ki se uporablja v proizvodnji elektronskih in komunikacijskih naprav, kot so mobilni telefoni.
Storitveni sektor Ruande je med recesijo v poznem 2000-ih trpel zaradi zmanjšanja bančnih posojil, projektov tuje pomoči in naložb.[188] Sektor se je leta 2010 ponovno okrepil in postal največji sektor v državi glede na gospodarsko proizvodnjo in prispeval 43,6 % BDP države. Ključni terciarni viri vključujejo bančništvo in finance, trgovino na debelo in drobno, hotele in restavracije, transport, skladiščenje, komunikacije, zavarovanje, nepremičnine, poslovne storitve in javno upravo, vključno z izobraževanjem in zdravstvom.
Turizem je eden najhitreje rastočih gospodarskih virov in je leta 2007 postal vodilni vir deviznih prihodkov v državi. Kljub zapuščini genocida se država mednarodno vse bolj dojema kot varna destinacija. Število prihodov turistov v letu 2013 je znašalo 864.000 ljudi, v primerjavi s 504.000 v letu 2010. Prihodki od turizma so leta 2014 znašali 303 milijone USD, leta 2000 pa le 62 milijonov USD. K temu prihodku je največ prispevalo sledenje gorskim gorilam v Narodnem parku vulkanov; Ruanda je ena od le treh držav, v katerih je mogoče varno obiskati gorske gorile; gorile pritegnejo na tisoče obiskovalcev na leto, ki so pripravljeni plačati visoke cene za dovoljenja. Druge zanimivosti so gozd Nyungwe, kjer živijo šimpanzi, Ruvenzorijevi kolobusi in drugi primati, letovišča jezera Kivu in Akagera, majhen savanski rezervat na vzhodu države.
Ruanda je bila leta 2024 uvrščena na 104. mesto na svetovnem indeksu inovacij.